# Landi Renzo
Landi Renzo S.p.A (chiamata anche solo Landi) è una società multinazionale con sede a Cavriago, provincia di Reggio Emilia, Italia. Landi produce componenti per la gestione della pressione per gas naturale e idrogeno. Il Gruppo opera nei settori della mobilità sostenibile e delle infrastrutture. Nel settore della mobilità, serve gli OEM (dalle autovetture ai veicoli pesanti e ai macchinari) e l'aftermarket (rivenditori e importatori). Nelle infrastrutture, fornisce soluzioni private e industriali e gestione di progetti per aziende energetiche globali. Quotata su Euronext Star Milano dal 2007, genera oltre 300 milioni di euro di ricavi.

## Storia
L'azienda nasce nel 1954 quando Renzo Landi e la moglie Giovannina Domenichini fondano a Reggio Emilia le Officine Meccaniche Renzo Landi, l'unico produttore di betoniere progettate per tutti i tipi di veicoli. Tra il 1963 e il 1964 l'azienda iniziò ad esportare in Giappone, Francia, Belgio e Paesi Bassi.
Renzo Landi muore nel 1977. L'azienda continua sotto la gestione della moglie e del figlio Stefano. Nel 1987 Stefano diventa Amministratore Delegato, quando l'azienda diventa una Società per Azioni, dando ufficialmente vita alla Landi Renzo S.p.A.
Nel 1993 Landi Renzo si trasforma in gruppo industriale. Ha acquisito Landi Srl, società correlata, ed Eurogas Holding B.V., società olandese operante nello stesso settore. Nel 1999 il gruppo costituisce una filiale polacca, Landi Renzo Polska S.p.Z.o.o. Nel 2000 la società rileva la Med S.p.A. di Reggio Emilia.
Nel 2001 viene venduto il 70% di Eurogas Holding B.V. e Eurogas Utrecht B.V. viene acquistata dalla controllata della società, Landi International B.V.
Nel 2003 è stata aperta la filiale brasiliana, seguita nel 2005 da quella in Cina e l'anno successivo in Pakistan. Nel 2006 nasce Landirenzo Corporate University, centro di sviluppo delle idee e delle risorse umane del Gruppo Landi.
Nel 2007 Landi Renzo si quota sul segmento STAR di Piazza Affari di Borsa Italiana e si espande a Teheran (Iran). Nel 2008 la società acquisisce Lovato Gas SpA, terzo operatore mondiale con il 10% del mercato.
Nel settembre 2009 l'azienda ha aperto un'altra filiale internazionale, Landi Renzo RO, a Bucarest, Romania.
Nel 2010 l'azienda ha acquisito il produttore italiano A.E.B. srl e l'americana Baytech Corp., oltre all'apertura di filiali in Romania, Venezuela, Argentina, India e Stati Uniti.
Nel 2012 il Gruppo ha acquisito SAFE & CEC
Nel 2017 il Gruppo Landi Renzo ha siglato un accordo con la società statunitense Clean Energy Fuels.
Nel 2019 il brand Landi Renzo sigla una partnership esclusiva con Uber in Brasile per offrire ai partner la conversione al gas naturale.
Nel 2021 il Gruppo Landi Renzo annuncia l'accordo tra Landi Renzo e Italy Technology Group per l'acquisizione di Metatron, azienda del settore dei componenti a gas naturale e idrogeno per il segmento Mid&Heavy Duty.
Nel 2022 il Gruppo tramite la controllata SAFE&CEC acquisiscei Idro Meccanica, azienda del settore dei compressori per la distribuzione di idrogeno e biometano. Nello stesso anno Itaca Equity Holding S.p.A entra nella società con una partecipazione di minoranza nel capitale sociale del Gruppo, in qualità di investitore a lungo termine, con l’obiettivo di supportare l’espansione del Gruppo Landi Renzo sia nel settore della mobilità che in quello delle infrastrutture. Il principale azionista di Itaca Equity Holding S.p.A. è TIP - Tamburi Investment Partners.
Nel 2024 il lancio del regolatore di pressione meccatronico EM-H. prodotto per i motori a combustione interna alimentati a idrogeno.

## Amministrazione
- Stefano Landi - Presidente del gruppo
- Annalisa Stupenengo - Amministratore Delegato e Direttore Generale del gruppo